# Temporada 1988-89 de los Dallas Mavericks
La temporada 1988-89 fue la novena de los Dallas Mavericks en la NBA. La temporada regular acabó con 38 victorias y 44 derrotas, ocupando el noveno puesto de la conferencia Oeste, no logrando clasificarse para los playoffs.

## Elecciones en elDraft
| Ronda | Puesto | Jugador      | Posición | Nacionalidad         | Universidad      |
| ----- | ------ | ------------ | -------- | -------------------- | ---------------- |
| 2     | 46     | Morlon Wiley | Escolta  | Estados Unidos       | Long Beach State |
| 2     | 49     | Jose Vargas  | Pívot    | República Dominicana | Louisiana State  |

## Temporada regular
| División Medio Oeste | División Medio Oeste | División Medio Oeste | División Medio Oeste | División Medio Oeste | División Medio Oeste | División Medio Oeste | División Medio Oeste | División Medio Oeste |
| Equipo               | G                    | P                    | %                    | PD                   | Casa                 | Fuera                | Div                  |                      |
| -------------------- | -------------------- | -------------------- | -------------------- | -------------------- | -------------------- | -------------------- | -------------------- | -------------------- |
| y-Utah Jazz          | 51                   | 31                   | .622                 | –                    | 34–7                 | 17–24                | 19–11                |                      |
| x-Houston Rockets    | 45                   | 37                   | .549                 | 6                    | 31–10                | 14–27                | 19–11                |                      |
| x-Denver Nuggets     | 44                   | 38                   | .537                 | 7                    | 35–6                 | 9–32                 | 18–12                |                      |
| Dallas Mavericks     | 38                   | 44                   | .463                 | 13                   | 24–17                | 14–27                | 19–11                |                      |
| San Antonio Spurs    | 21                   | 61                   | .256                 | 30                   | 18–23                | 3–38                 | 9–21                 |                      |
| Miami Heat           | 15                   | 67                   | .183                 | 36                   | 12–29                | 3–38                 | 6–24                 |                      |

## Estadísticas
| Rk | Jugador          | Edad | P  | PT | MP   | TC  | TCI  | %TC  | T3  | T3I | %T3  | TL  | TLI | %TL  | RO  | RD  | RT   | AS  | RB  | TAP | BP  | FP  | PTS  |
| -- | ---------------- | ---- | -- | -- | ---- | --- | ---- | ---- | --- | --- | ---- | --- | --- | ---- | --- | --- | ---- | --- | --- | --- | --- | --- | ---- |
| 1  | Rolando Blackman | 29   | 78 | 78 | 37.8 | 7.6 | 16.0 | .476 | 0.4 | 1.1 | .353 | 4.1 | 4.7 | .854 | 0.9 | 2.6 | 3.5  | 3.7 | 0.8 | 0.3 | 2.1 | 1.8 | 19.7 |
| 2  | Sam Perkins      | 27   | 78 | 77 | 36.7 | 5.7 | 12.3 | .464 | 0.1 | 0.5 | .184 | 3.5 | 4.2 | .833 | 3.0 | 5.8 | 8.8  | 1.6 | 1.0 | 1.2 | 1.8 | 2.9 | 15.0 |
| 3  | Derek Harper     | 27   | 81 | 81 | 36.6 | 6.6 | 13.9 | .477 | 1.2 | 3.4 | .356 | 2.8 | 3.5 | .806 | 0.6 | 2.2 | 2.8  | 7.0 | 2.1 | 0.5 | 2.5 | 2.7 | 17.3 |
| 4  | Adrian Dantley   | 33   | 31 | 25 | 34.9 | 6.8 | 14.8 | .462 | 0.0 | 0.0 | .000 | 6.6 | 8.5 | .776 | 2.1 | 2.9 | 4.9  | 2.5 | 0.6 | 0.2 | 2.6 | 2.8 | 20.3 |
| 5  | Mark Aguirre     | 29   | 44 | 44 | 34.8 | 8.5 | 18.8 | .450 | 0.7 | 2.3 | .293 | 4.0 | 5.5 | .730 | 2.0 | 3.3 | 5.3  | 4.3 | 0.7 | 0.7 | 3.2 | 2.9 | 21.7 |
| 6  | James Donaldson  | 31   | 53 | 53 | 32.9 | 3.6 | 6.4  | .573 | 0.0 | 0.0 |      | 1.8 | 2.3 | .766 | 3.0 | 7.8 | 10.8 | 0.7 | 0.5 | 1.5 | 1.6 | 2.1 | 9.1  |
| 7  | Roy Tarpley      | 24   | 19 | 6  | 31.1 | 6.9 | 12.7 | .541 | 0.0 | 0.1 | .000 | 3.5 | 5.1 | .688 | 4.1 | 7.4 | 11.5 | 0.9 | 1.5 | 1.6 | 2.4 | 3.7 | 17.3 |
| 8  | Herb Williams    | 30   | 30 | 20 | 30.1 | 2.6 | 6.6  | .396 | 0.0 | 0.1 | .000 | 1.4 | 2.3 | .632 | 1.6 | 5.0 | 6.6  | 1.2 | 0.5 | 1.8 | 1.4 | 2.7 | 6.6  |
| 9  | Detlef Schrempf  | 26   | 37 | 1  | 22.8 | 3.0 | 7.1  | .426 | 0.1 | 0.4 | .125 | 3.4 | 4.4 | .789 | 1.5 | 3.0 | 4.5  | 2.3 | 0.6 | 0.2 | 1.5 | 3.2 | 9.5  |
| 10 | Brad Davis       | 33   | 78 | 4  | 17.9 | 2.3 | 4.9  | .483 | 0.4 | 1.3 | .314 | 1.3 | 1.6 | .805 | 0.2 | 1.2 | 1.4  | 3.1 | 0.6 | 0.2 | 1.2 | 1.9 | 6.4  |
| 11 | Bill Wennington  | 25   | 65 | 9  | 16.5 | 1.8 | 4.2  | .433 | 0.0 | 0.1 | .111 | 0.9 | 1.3 | .744 | 1.3 | 3.1 | 4.4  | 0.7 | 0.2 | 0.5 | 0.8 | 3.2 | 4.6  |
| 12 | Terry Tyler      | 32   | 70 | 11 | 15.1 | 2.4 | 5.1  | .469 | 0.0 | 0.1 | .111 | 0.7 | 0.9 | .758 | 1.1 | 1.9 | 3.0  | 0.6 | 0.3 | 0.6 | 0.7 | 1.3 | 5.5  |
| 13 | Morlon Wiley     | 22   | 51 | 1  | 8.0  | 0.9 | 2.2  | .404 | 0.1 | 0.5 | .250 | 0.3 | 0.3 | .813 | 0.3 | 0.7 | 0.9  | 1.5 | 0.5 | 0.1 | 0.7 | 1.2 | 2.2  |
| 14 | Uwe Blab         | 26   | 37 | 0  | 5.6  | 0.6 | 1.4  | .462 | 0.0 | 0.0 |      | 0.5 | 0.7 | .800 | 0.3 | 0.9 | 1.2  | 0.3 | 0.1 | 0.4 | 0.4 | 1.0 | 1.8  |
| 15 | Anthony Jones    | 26   | 25 | 0  | 5.2  | 1.0 | 2.6  | .375 | 0.2 | 0.6 | .267 | 0.5 | 0.6 | .857 | 0.4 | 0.4 | 0.8  | 0.5 | 0.4 | 0.1 | 0.2 | 0.5 | 2.6  |
| 16 | Steve Alford     | 24   | 9  | 0  | 4.2  | 0.3 | 1.2  | .273 | 0.0 | 0.2 | .000 | 0.1 | 0.2 | .500 | 0.0 | 0.3 | 0.3  | 1.0 | 0.1 | 0.0 | 0.1 | 0.3 | 0.8  |